# Талабан Віктор Васильович
Ві́ктор Васи́льович Талаба́н (нар. 16 січня 1952, м. Кременець, Тернопільська область — пом. 2011, м. Київ) — український журналіст, редактор. Член НСЖУ (1981).

## Біографічні відомості
Народився 16 січня 1952 в м. Кременець Тернопільської області, українець. Батько — Василь Васильович (1914 р.н.) — коваль; мати Тетяна Йосипівна (1931 р.н.) — прядильниця; дочка Юлія (1980 р.н.).
Закінчив Київський університет ім. Т. Шевченка (1977), журналіст.
1977—1980 — випусковий, заступник відповідального редактора газети «Радянська Україна».
1980—1990 — кореспондент відділу літератури і мистецтва, старший кореспондент відділу листів і масової роботи газети «Прапор комунізму».
1990—1992 — редактор відділу моралі і права, відповідальний редактор видання «Профспілкова газета».
З 1992 — генеральний директор Міжнародного агентства «Київ-ІРМА-прес» СЖУ, шеф-редактор журналу «Журналіст України».
У серпні — грудні 2001 — головний редактор газети «Культура і життя».
Член Спілки журналістів України з 1981 року. Кандидат у майстри спорту із самбо, парашутного спорту.
Помер у Києві на 60-му році життя.

## Нагороди
Медалі «За доблесний труд», «1500-річчя Києва», срібна медаль ІІ ст. ім. Артура Беккера (Німеччина).